# Acanthomyops claviger
Acanthomyops claviger är en myrart som först beskrevs av Julius Roger 1862.  Acanthomyops claviger ingår i släktet Acanthomyops och familjen myror. Inga underarter finns listade i Catalogue of Life.